# Hart an der Grenze
Die Kabarettserie Hart an der Grenze ist eine Gemeinschaftsproduktion des WDR-Radio mit dem Kabarettisten und Kleinkunstveranstalter Bruno Schmitz und Heinz Bömler, dem Besitzer der Viller Mühle. 
Die Veranstaltung wird seit 2002 im Sacklager der Viller Mühle vor Publikum vom WDR-Radio aufgezeichnet. Mittlerweile hat sich diese Veranstaltung zu einem lokalen Höhepunkt entwickelt. Moderiert von Wilfried Schmickler (von den Mitternachtsspitzen) und Gernot Voltz tritt hier immer eine Handvoll etablierter Künstler und Nachwuchstalente auf. In der WDR5-Reihe „Unterhaltung am Wochenende“ werden die Veranstaltungen dann wenige Wochen später im WDR-Radio gesendet.

## Künstler (Auswahl)
- Ingo Appelt
- Basta
- Ganz schön feist
- Thomas Freitag
- Bill Mockridge
- Wolfgang Nitschke
- Ingo Oschmann
- Kalle Pohl
- Hagen Rether
- Purple Schulz
- Wilfried Schmickler
- Herbert Knebel
- Global Kryner